# اوئه‌سوگی کیوکو
اوئه‌سوگی کیوکو (上杉 清子 うえすぎ きよこ؛ ۱ ژانویهٔ ۱۲۷۰ – ۲۰ ژانویهٔ ۱۳۴۳) یک زن در اواخر دوره کاماکورا تا اوایل دوره موروماچی بود. نام خانوادگی واقعی او فوجیوارا است. همسر غیر اصلی یا سوکوشیتسوی آشیکاگا سادائوجی بود. او مادر شوگون آشیکاگا تاکائوجی و برادر کوچکترش آشیکاگا تادایوشی بود.
نام بودایی او کاشواین-دونو بود و قبر او در معبد توجی-این در کیوتو است.